# Weppersdorf
Weppersdorf (ungerska: Veperd, kroatiska: Verpštof)  är en ort och kommun i Österrike. Den ligger i distriktet Oberpullendorf i förbundslandet Burgenland, i den östra delen av landet, 70 km söder om huvudstaden Wien. 
Kommunen består av tre orter (Ortschaften) (inom parentes invånarantal 1 januari 2024):
- Kalkgruben (331)
- Tschurndorf (507)
- Weppersdorf (1 062)